# Sokolce
Sokolce (ungarisch Lakszakállas, teilweise auch Lak) ist eine Gemeinde im Südwesten der Slowakei mit 1194 Einwohnern (Stand 31. Dezember 2024). Sie liegt im Okres Komárno, einem Teil des Nitriansky kraj.

## Geographie

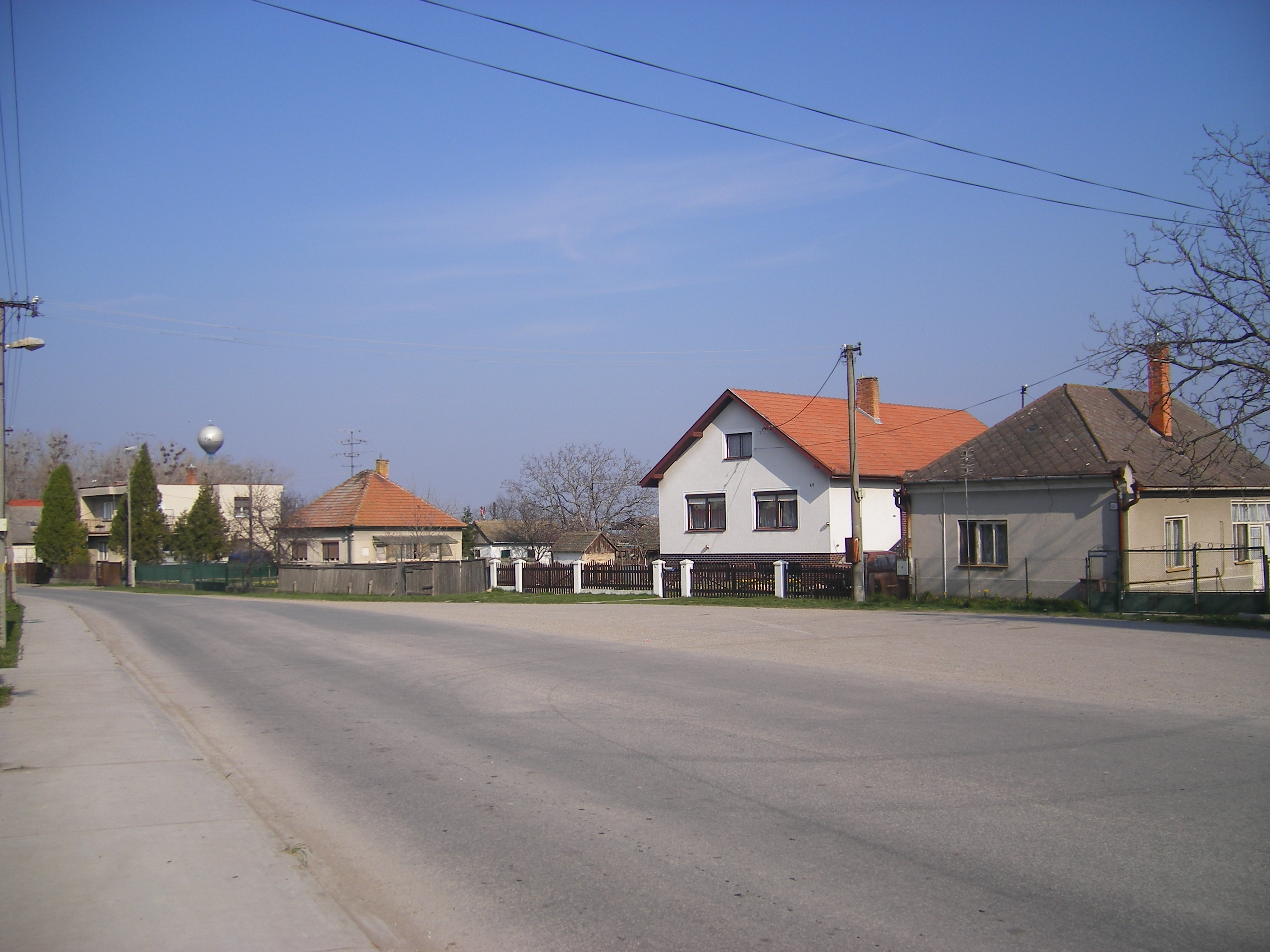
Ortsblick

Die Gemeinde befindet sich im slowakischen Donautiefland, genauer im Ostteil der Großen Schüttinsel. Das Ortszentrum liegt auf einer Höhe von 112 m n.m. und ist fünf Kilometer von Veľký Meder sowie 30 Kilometer von Komárno entfernt.
Administrativ besteht die Gemeinde aus zwei Katastralgemeinden. Dies sind Sokolce-Lak und Sokolce-Turi (Ortsname „Turský Sokolec“, 1940 eingemeindet, ungarisch Túriszakállas).
Nachbargemeinden sind Okoč im Norden, Kolárovo und Bodzianske Lúky im Nordosten, Bodza im Osten und Süden, Holiare im Westen und Brestovec im Nordwesten.

## Geschichte

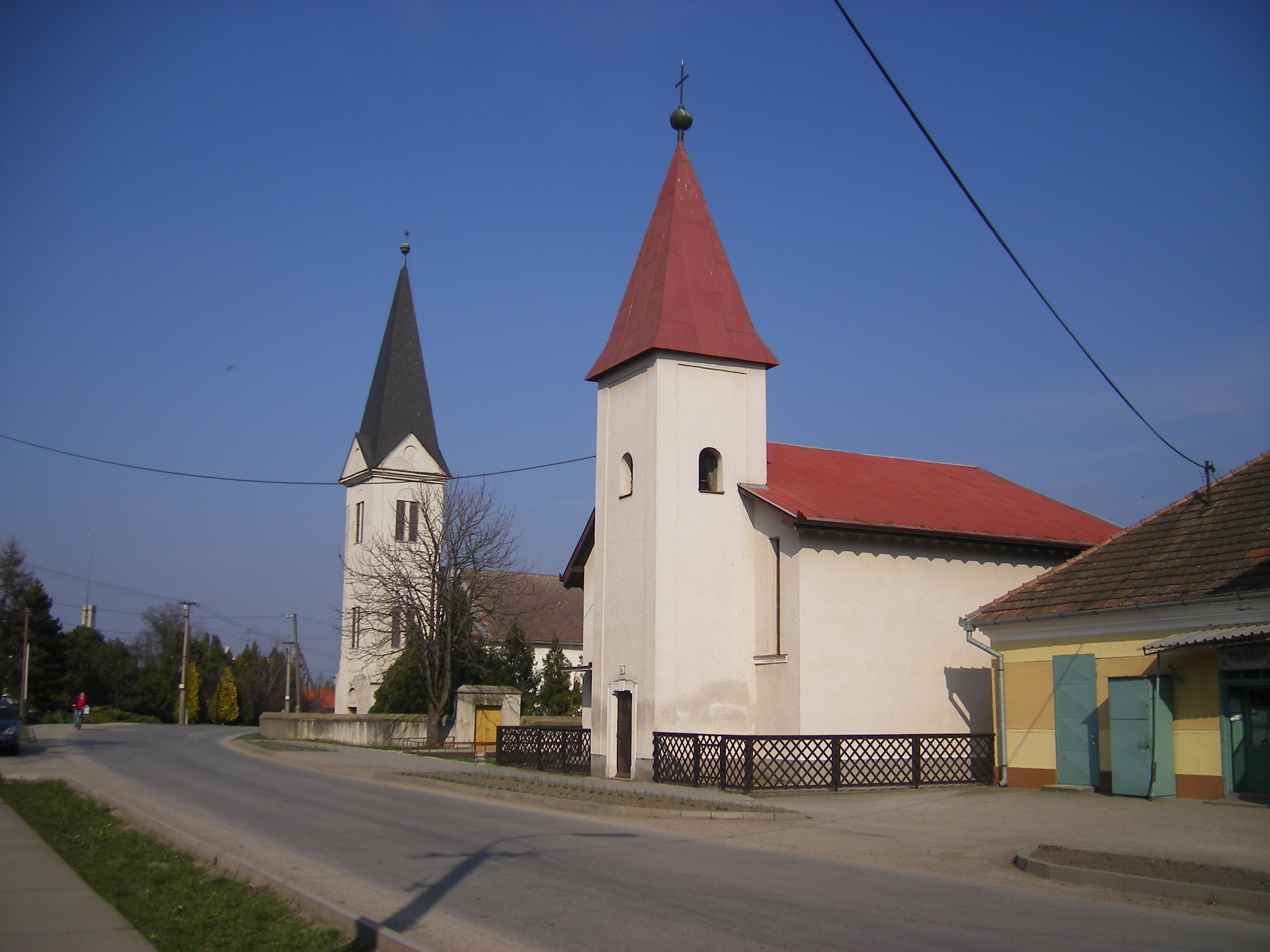
Römisch-katholische (im Vordergrund) und reformierte Kirchen

Sokolce wurde zum ersten Mal 1332 als Laak schriftlich erwähnt und war von 1387 bis zum 18. Jahrhundert im Besitz der Familie Laky, weitere Gutsherren waren ab dem 16. Jahrhundert unter anderen aus den Geschlechtern Pázmány und Zichy. Das Dorf ging wegen ständiger Türkenkriege unter, wurde aber im 17. Jahrhundert wieder aufgebaut. Haupteinnahmequellen der Einwohner waren Landwirtschaft, Korbmacherei und Weberei.
Turský Sokolec wurde zum ersten Mal 1268 schriftlich erwähnt und gehörte zum Herrschaftsgut der Festung Komorn, danach zum Besitz des Geschlecht Thury, durch Pfändung im Jahr 1412 wurde auch Graner Erzbischof Gutsherr. Weitere Gutsherren stammten aus den Geschlechtern Püspöky (1631), Amadé (18. Jahrhundert) und Ghiczy (19. Jahrhundert).
Bis 1918/1919 gehörten die im Komitat Komorn liegenden Orte zum Königreich Ungarn und kamen danach zur Tschechoslowakei beziehungsweise heute Slowakei. Infolge des Ersten Wiener Schiedsspruchs waren beide Orte zwischen 1938 und 1945 noch einmal Teil von Ungarn.

## Bevölkerung
| Jahr                | 1994 | 2004    | 2014    | 2024    |
| ------------------- | ---- | ------- | ------- | ------- |
| Anzahl der Personen | 1261 | 1279    | 1215    | 1194    |
| Unterschied         |      | +1,42 % | −5,00 % | −1,72 % |

| Jahr                | 2023 | 2024    |
| ------------------- | ---- | ------- |
| Anzahl der Personen | 1197 | 1194    |
| Unterschied         |      | −0,25 % |

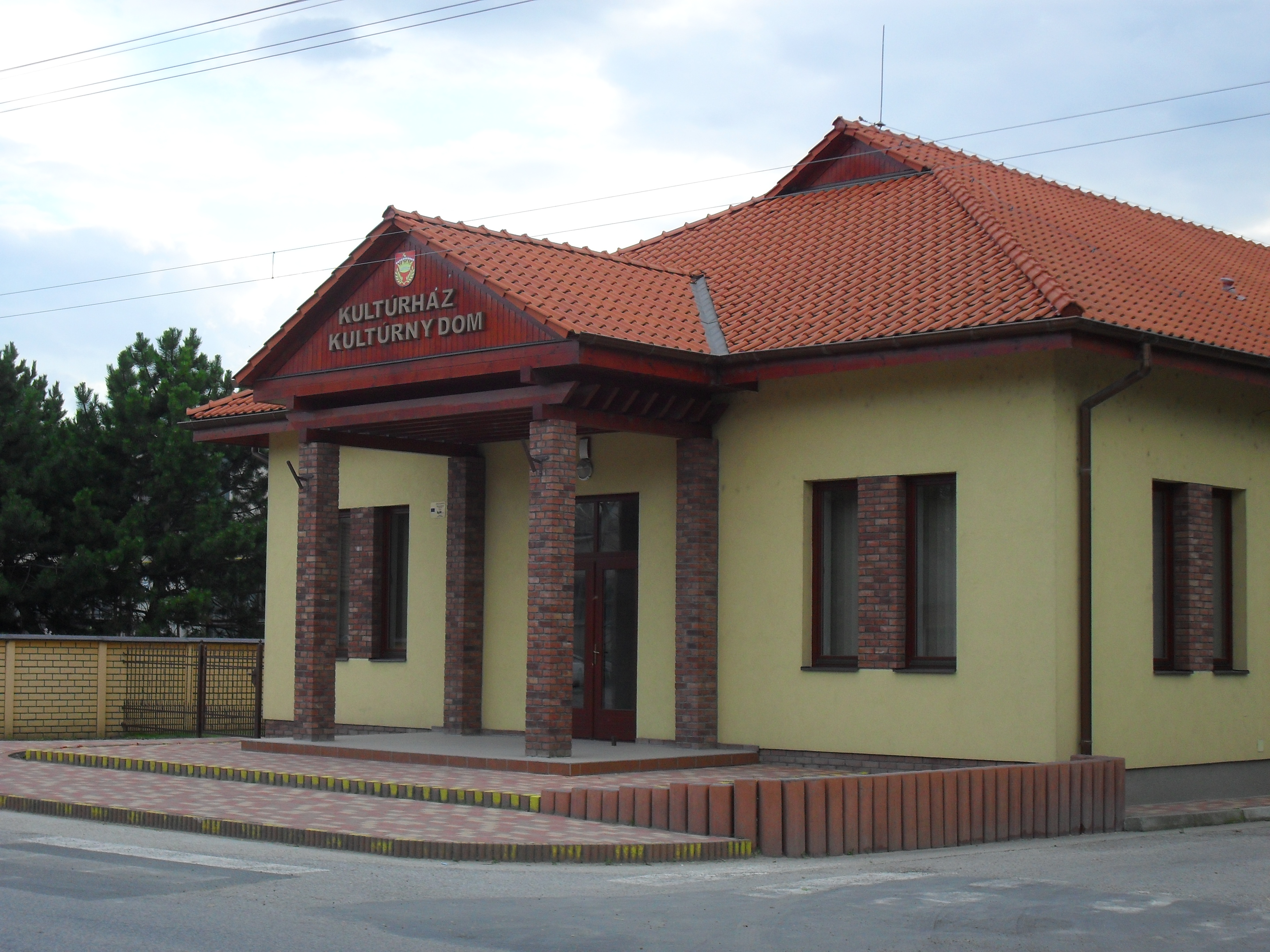
Kulturhaus

Gemäß der Volkszählung 2011 wohnten in Sokolce 1218 Einwohner, davon 1106 Magyaren, 94 Slowaken, 10 Roma und 2 Tschechen. 6 Einwohner machten keine Angabe zur Ethnie.
606 Einwohner bekannten sich zur römisch-katholischen Kirche, 329 Einwohner zur reformierten Kirche, 13 Einwohner zur Evangelischen Kirche A. B. und 9 Einwohner zur griechisch-katholischen Kirche. 229 Einwohner waren konfessionslos und bei 32 Einwohnern wurde die Konfession nicht ermittelt.

## Bauwerke
- Reformierte Kirche im spätgotischen Stil aus dem 14. oder 15. Jahrhundert
- Römisch-katholische Nikolauskirche aus dem 19. Jahrhundert
- Landschloss im klassizistischen Stil aus der ersten Hälfte des 19. Jahrhunderts